# Buriasco
Buriasco est une commune italienne de la ville métropolitaine de Turin dans la région Piémont en Italie.

## Administration
| Période                                  | Période  | Identité       | Étiquette    | Qualité |
| ---------------------------------------- | -------- | -------------- | ------------ | ------- |
| 14 juin 2004                             | En cours | Romano Armando | lista civica |         |
| Les données manquantes sont à compléter. |          |                |              |         |

### Communes limitrophes
Pignerol, Scalenghe, Cercenasco, Macello, Vigone